# Порт-д’Иври (станция метро)
Порт-д'Иври (фр. Porte d'Ivry) — станция линии 7 Парижского метрополитена, расположенная в XIII округе Парижа. Названа по развязке с Периферик (бывшим воротам стены Тьера), ведущей в направлении соседнего города Иври-сюр-Сен. Рядом со станцией располагается спорткомплекс Жорж-Карпентье.

## История
- Станция открылась 26 апреля 1931 года при существенной реорганизации участка метро южнее станции Пляс-Монж: в этот день участок Пляс-Монж — Порт-де-Шуази перешёл из состава линии 10 в состав линии 7, а сама новая трасса линии была продлена ещё на один перегон до станции "Порт-д'Иври". Станция была конечной до 1 мая 1946 года, когда она была продлена в сам город Иври-сюр-Сен до его мэрии.
- 16 декабря 2006 года на станции стала возможной пересадка на трамвайную линию № 3а[2].
- Пассажиропоток по станции по входу в 2011 году, по данным RATP, составил 1 903 789 человек[3]. В 2013 году этот показатель снизился до 1 868 796 пассажиров (256 место по уровню входного пассажиропотока в Парижском метро)[4]

## Путевое развитие
К юго-востоку от станции располагается парк путей для оборота и отстоя поездов. Также с западной стороны к этому парку примыкает служебная соединительная ветвь в ателье де Шуази, обслуживающее линию 7 Парижского метрополитена.

## Галерея
- Состав модели MF 01 следует резервом через станцию
- Лестничный сход